# Escuts i banderes del Ripollès
Els escuts i banderes del Ripollès són el conjunt d'escuts i banderes dels seus municipis. Pel que fa als escuts comarcals, cal dir que, habitualment, s'han creat expressament per representar els Consells i, per extensió, per ser el símbol de tota la comarca. Això no ha estat així en el cas del Consell Comarcal del Ripollès.
En aquest article s'inclouen els escuts i les banderes oficialitzats per la Generalitat des del 1981, concretament per la conselleria de Governació, què en té la competència. No tenen escut ni bandera oficial Camprodon, Ribes de Freser i Sant Joan de les Abadesses.
Alguns d'aquests escuts municipals van ser posats en dubte per l'assessor en matèria d'heràldica de la Generalitat, genealogista i heraldista català, Armand de Fluvià. En el cas de Ripoll, Armand de Fluvià va explicar que ell va proposar un poll en comptes d'un gall, però els va semblar poca cosa i, tant si com no, hi havia de sortir un gall, no ho entenc, a Ripollet hi tenen un poll i estan encantats. Fluvià va afegir que l'escut de l'Ajuntament de Sant Joan de les Abadesses no pot ser rodó i ho és. En el de Ripoll, per anar bé, hi hauria de sortir un poll i no un gall. El Consell Comarcal fa 20 anys que va demanar un escut oficial, però va deixar el tema a dins un calaix. L'heraldista va concloure dient que al Ripollès hi ha 5 municipis de 19 que no tenen l'escut oficialitzat per diversos motius. Els tràmits del de Molló i el de Ribes de Freser es van quedar a mig camí als anys 80 i 90, Camprodon i Llanars no han dit ni demanat mai res, i el de Sant Joan s'ha de modificar. També hi ha el cas de l'escut del Consell Comarcal, que l'any 1990 van demanar poder-lo oficialitzar però no han tornat a dir mai més res. I d'això ja fa 20 anys!

## Escuts oficials

Campdevànol Aprovat el 29 de gener de 1988.
Campelles Aprovat el 5 de juliol de 1996.
Gombrèn Aprovat el 10 de febrer de 1992.
Llanars Aprovat el 28 de novembre de 2016.
les Llosses Aprovat el 26 de juliol de 1988.
Molló Aprovat l'11 de gener de 2012.
Ogassa Aprovat el 6 de novembre de 1995.
Pardines Aprovat el 15 de setembre del 2000.
Planoles Aprovat el 4 de juliol de 1985.
Queralbs Aprovat el 7 de juliol de 1987.
Ripoll Aprovat el 24 de març del 2006.
Sant Pau de Segúries Aprovat el 10 de febrer de 1992.
Setcases Publicat al DOGC el 4 d'octubre de 1993.
Toses Aprovat l'1 d'abril de 1985.
Vallfogona de Ripollès Aprovat l'10 d'abril de 1991.
Vilallonga de Ter Aprovat el 17 d'agost de 1993.

## Banderes oficials

Campelles Aprovada el 25 d'abril de 2001.
les Llosses Publicada al DOGC el 3 de novembre de 1995.
Molló Publicada al DOGC el 18 de juliol de 2013.
Ogassa Publicada al DOGC el 19 de febrer de 1997.
Pardines Publicada al DOGC el 7 de juny de 2011.
Queralbs Aprovada el 30 de maig de 2006.
Ripoll Aprovada el 30 de maig de 2006.
Sant Pau de Segúries Publicada al DOGC el 20 de juliol de 1994.
Setcases Publicada al DOGC el 23 de desembre de 1994.
Toses Aprovada el 27 de setembre de 1994.
Vallfogona de Ripollès Aprovada el 21 de maig de 2001.
Vilallonga de Ter Aprovada el 28 de setembre de 1994.